# Stegonotus
Stegonotus is een geslacht van slangen uit de familie toornslangachtigen (Colubrinae) en de onderfamilie Colubrinae.

## Naam en indeling
De wetenschappelijke naam van de groep werd voor het eerst voorgesteld door André Marie Constant Duméril, Gabriel Bibron en Auguste Duméril in 1854. Er zijn 22 soorten die voorkomen in Azië.

## Uiterlijke kenmerken
De lichaamsbouw is vrij slank, slangen hebben een donkerbruine lichaamskleur zonder een duidelijke tekening. De buikzijde is lichter van kleur. Op het midden van het lichaam zijn zeventien tot negentien lengterijen schubben aanwezig. Het anaalschild is ongedeeld.

## Levenswijze
De slangen zijn 's nachts actief en bodembewonend. Op het menu staat kleine gewervelde dieren zoals amfibieën, zoogdieren en reptielen en hun eieren. De verschillende soorten staan bekend als erg agressief als ze worden benaderd, de slangen zijn echter niet giftig. De vrouwtjes zetten eieren af op de bodem.

## Verspreiding en habitat
De soorten komen voor in delen van zuidelijk Azië en in Australië. De soorten komen binnen Azië voor in de landen Maleisië, Indonesië en Papoea-Nieuw-Guinea. In Australië behoort alleen Queensland tot het verspreidingsgebied. De meeste soorten komen endemisch voor in Indonesië.
De habitat bestaat voornamelijk uit vochtige tropische en subtropische laaglandbossen en daarnaast uit drogere en gematigde bossen en tropische moerassen. Ook in door de mens aangepaste streken zoals plantages kunnen de slangen worden aangetroffen.

## Beschermingsstatus
Door de internationale natuurbeschermingsorganisatie IUCN is aan zes soorten een beschermingsstatus toegewezen. Drie soorten worden beschouwd als 'veilig' (Least Concern of LC), twee als 'onzeker' (Data Deficient of DD) en een als 'gevoelig' (Near Threatened of NT).

## Soorten
Het geslacht omvat de volgende soorten, met de auteur en het verspreidingsgebied.
| Naam                      | Auteur                                                 | Verspreidingsgebied    |
| ------------------------- | ------------------------------------------------------ | ---------------------- |
| Stegonotus admiraltiensis | Ruane, Richards, Mcvay, Tjaturadi, Krey & Austin, 2017 | Papoea-Nieuw-Guinea    |
| Stegonotus aruensis       | Doria, 1875                                            | Indonesië              |
| Stegonotus australis      | Günther, 1872                                          | Australië (Queensland) |
| Stegonotus ayamaru        | Kaiser, O’shea & Kaiser, 2019                          | Indonesië              |
| Stegonotus batjanensis    | Günther, 1865                                          | Indonesië              |
| Stegonotus borneensis     | Inger, 1967                                            | Maleisië, Indonesië    |
| Stegonotus cucullatus     | Duméril, Bibron & Duméril, 1854                        | Indonesië              |
| Stegonotus derooijae      | Ruane, Richards, Mcvay, Tjaturadi, Krey & Austin, 2017 | Indonesië              |
| Stegonotus diehli         | Lindholm, 1905                                         | Papoea-Nieuw-Guinea    |
| Stegonotus florensis      | De Rooij, 1917                                         | Indonesië              |
| Stegonotus guentheri      | Boulenger, 1895                                        | Papoea-Nieuw-Guinea    |
| Stegonotus heterurus      | Boulenger, 1893                                        | Papoea-Nieuw-Guinea    |
| Stegonotus iridis         | Richards, Mcvay, Tjaturadi, Krey & Austin, 2017        | Indonesië              |
| Stegonotus keyensis       | Doria, 1874                                            | Indonesië              |
| Stegonotus lividus        | Duméril, Bibron & Duméril, 1854                        | Indonesië              |
| Stegonotus melanolabiatus | Ruane, Richards, Mcvay, Tjaturadi, Krey & Austin, 2017 | Papoea-Nieuw-Guinea    |
| Stegonotus modestus       | Schlegel, 1837                                         | Indonesië              |
| Stegonotus muelleri       | Duméril, Bibron & Duméril, 1854                        | Filipijnen             |
| Stegonotus parvus         | Meyer, 1874                                            | Indonesië              |
| Stegonotus poechi         | Werner, 1924                                           | Papoea-Nieuw-Guinea    |
| Stegonotus reticulatus    | Boulenger, 1895                                        | Papoea-Nieuw-Guinea    |
| Stegonotus sutteri        | Forcart, 1953                                          | Indonesië              |